# اکتور سانابریا
اکتور سانابریا (اسپانیایی: Héctor Sanabria‎) (۱۷ اوت ۱۹۴۵ – ۲۹ ژانویهٔ ۲۰۲۴) بازیکن و مربی فوتبال اهل مکزیک بود.
از باشگاه‌هایی که وی در آنها بازی کرده می‌توان به باشگاه فوتبال اونیورسیداد ناسیونال اشاره کرد.
وی همچنین در تیم ملی فوتبال مکزیک بازی کرده‌است.